# 王嘉言 (萬曆進士)
王嘉言（？—？），號獻明，山西太原府寿阳县人。

## 生平
父王月辰，仕至河南布政司参议。万历二十五年（1597年）丁酉科山西乡试举人，曾任平乡县教谕，四十七年（1619年）己未科進士，大理寺觀政，四十八年授行人，五年考选，授官户部广东司主事，山海关管粮，六年丁憂歸。崇祯元年補山东司主事，二年升员外郎，三年降辰州府推官，五年升工部营缮司主事，升郎中，管三山，六年升西安知府，七年補宝庆知府，京察去職。行性真率，有父风，被闯軍乱，没于秦，一子卒，无嗣，时深惜之。

## 家族
曾祖王汝思。祖父王元孝，封郎中。父王月辰，原名陳震，河南参议。